# زرینکا سویتشیچ
زرینکا سویتشیچ (انگلیسی: Zrinka Cvitešić؛ ۱۸ ژوئیهٔ ۱۹۷۹ – ) بازیگر اهل کرواسی بود.
وی همچنین برندهٔ جوایزی همچون جوایز لارنس الیویه شده‌است.